# کالرا د لئن
کالرا د لئن (به اسپانیایی: Calera de León) یک شهرستان در اسپانیا است که در استان باداخس واقع شده‌است.